# Стежко Анастасія Валеріївна
Анастасія Валеріївна Стежко (рос. Анастасия Валерьевна Стежко; нар. 5 вересня 1989, Калінінград, РРСФР, СРСР) — російська акторка кіно та телебачення.

## Життєпис
Анастасія Стежко народилася 5 вересня 1989 року в Калінінграді. 
У 2013 році закінчила Всеросійський державний інститут кінематографії, майстерня Володимира Грамматикова.
У 2010 році взяла участь в конкурсі краси «Міс Росія». Цього ж року вона дебютувала й у кіно, зфільмувалася в короткометражній стрічці Георгія Даніелянца «Орігамі».
На телебаченні дебютувала у 2011 році, вона виконала роль Римми у телесеріалі «Година Волкова-5». 

## Фільмографія
| Рік       |    | Українська назва              | Оригінальна назва              | Роль                                               |
| --------- | -- | ----------------------------- | ------------------------------ | -------------------------------------------------- |
| 2019      | с  | Цього літа і назавжди         | Этим летом и навсегда          | Ліза                                               |
| 2019      | ф  | Молоде вино                   | Молодое вино                   | Аня                                                |
| 2018—2019 | с  | П'ять хвилин тиші. Повернення | Пять минут тишины. Возвращение | Ліна, головна роль                                 |
| 2018      | с  | Поліцейський з Рубльовки-4    | Поліцейський з Рубльовки-4     | Ліля Карасьова, адміністратор-касир                |
| 2018      | с  | Відьма                        | Ведьма                         | Надія, головна роль                                |
| 2018      | с  | Намальоване щастя             | Нарисованное счастье           | Галя                                               |
| 2018      | с  | Берізка                       | Берёзка                        | Катерина Казакова                                  |
| 2018      | с  | Поліцейський з Рубльовки-3    | Поліцейський з Рубльовки-3     | Ліля Карасьова, адміністратор-касир                |
| 2018      | ф  | Волоський Горішок             | Грецкий Орешек                 | Катя                                               |
| 2017      | с  | П'ять хвилин тиші             | Пять минут тишины              | Ліна, головна роль                                 |
| 2017      | с  | Невідомий                     | Неизвестный                    | Євгенія Пічугіна, головна роль                     |
| 2017      | с  | Як я став росіянином          | Как я стал русским             | Марина Петрова, секретарка в офісі «American Post» |
| 2017      | с  | Закон кам'яних джунглів-2     | Закон каменных джунглей-2      | Ольга (Льолик) дівчина Валери, колишня ветеринарка |
| 2017      | с  | Шлях крізь сніги              | Путь сквозь снега              | Еля, головна роль                                  |
| 2017      | ф  | Некохання                     | Нелюбовь / Loveless            | епізодична роль                                    |
| 2017      | кф | Русіано                       | Русиано                        | Наталя, головна роль                               |
| 2016      | с  | Жозефіна та Наполеон          | Жозефина и Наполеон            | Жозефіна, головна роль                             |
| 2016      | с  | Молодіжка                     | Молодёжка                      | Олена Смольська                                    |
| 2016      | с  | Шакал                         | Шакал                          | Бонні Паркер, немає у титрах                       |
| 2016      | с  | Поліцейський з Рубльовки      | Поліцейський з Рубльовки       | Ліля Карасьова, адміністратор-касир                |
| 2015      | ф  | Без кордонів                  | Без границ / No borders        | Оксана                                             |
| 2015      | с  | Квітка папороті               | Цветок папоротника             | Ірина Свірська, головна роль                       |
| 2015      | с  | Лондонград: Знай наших        | Лондонград. Знай наших!        | Марія Козихіна, модель                             |
| 2015      | ф  | Вітчизна                      | Родина                         | Лєна, стюардеса                                    |
| 2015      | с  | Окрилені                      | Окрылённые                     | Настя                                              |
| 2015      | с  | Чорна річка                   | Чёрная река                    | Лєна, головна роль                                 |
| 2015      | с  | Закон кам'яних джунглів       | Закон каменных джунглей        | Ольга (Льолик) дівчина Валери, колишня ветеринарка |
| 2014      | ф  | Будиночок у серці             | Домик в сердце                 | Марія, сестра Катерини                             |
| 2014      | ф  | Час збирати                   | Время собирать                 | Катя, коханка Олексія                              |
| 2013      | с  | Темний світ: Рівновага        | Тёмный мир: Равновесие         | тінь у навушниках                                  |
| 2013      | ф  | Проста дівчинка               | Простая девчонка               | Олена Шелестова, головна роль                      |
| 2013      | с  | Тато в законі                 | Папа в законе                  | Дарина Цибізова, аспірантка                        |
| 2013      | с  | Янгол чи демон                | Ангел или демон                | Кіра, дівчина–демон                                |
| 2013      | с  | Моїми очима                   | Моими глазами                  | Світлана                                           |
| 2013      | с  | Перше кохання                 | Первая любовь                  | Марина, головна роль                               |
| 2013      | с  | Другий шанс                   | Второй шанс                    | Настя                                              |
| 2013      | с  | Вероніка. Втікачка            | Вероника. Беглянка             | Христина                                           |
| 2012      | с  | Врятувати боса                | Спасти босса                   | Діана Морозова                                     |
| 2012      | с  | Багаття на снігу              | Костёр на снегу                | Тетяна Галаєва                                     |
| 2012      | ф  | Обміняйтеся обручками         | Обменяйтесь кольцами           | Аріна, головна роль                                |
| 2011      | с  | Година Волкова-5              | Час Волкова-5                  | Римма                                              |
| 2010      | кф | Орігамі                       | Оригами                        | дівчина                                            |